# بيلي شارب
بيلي شارب (بالإنجليزية: Billy Sharp)‏ (5 فبراير 1986 المملكة المتحدة - ) هو لاعب كرة قدم بريطاني، يلعب كمهاجم.

## وصلات خارجية
بيلي شارب على موقع الدوري الأمريكي (الإنجليزية)
- بيلي شارب على موقع قاعدة بيانات كرة القدم.إي يو (الإنجليزية)
- بيلي شارب على موقع Soccerbase.com (لاعب) (الإنجليزية)
- بيلي شارب على موقع Soccerway.com (الإنجليزية)
- بيلي شارب على موقع عالم كرة القدم.نت (الإنجليزية)
- بيلي شارب على موقع AS.com (الإسبانية)